# Puchar Zdobywców Pucharów w piłce siatkowej (1978/1979)
Puchar Europy Zdobywców Pucharów siatkarzy 1978/1979 – 7. sezon Puchar Europy Zdobywców Pucharów rozgrywanego od 1972 roku, organizowanego przez Europejską Konfederację Piłki Siatkowej (CEV) w ramach europejskich pucharów dla męskich klubowych zespołów siatkarskich "starego kontynentu".

## Drużyny uczestniczące
| Państwo        | Drużyna              |
| -------------- | -------------------- |
| Belgia         | VC Turnhout          |
| Bułgaria       | Lewski-Spartak Sofia |
| Czechosłowacja | Ruda Hvezda Praga    |
| Dania          | Middlefart           |
| Francja        | Asnieres Paryż       |
| Holandia       | Gemeenteserv Vught   |
| Jugosławia     | Mladost Zagrzeb      |
| Luksemburg     | Aris Bonnevoie       |
| Polska         | Hutnik Kraków        |
| Portugalia     | SL Benfica           |
| NRD            | Traktor Schwerin     |
| RFN            | USC Giessen          |
| Rumunia        | Dinamo Bukareszt     |
| Szwajcaria     | Volero Zurych        |
| Turcja         | Muhafızgücü Ankara   |
| Węgry          | Spartacus Budapeszt  |
| Włochy         | Tiber Rzym           |

## Runda wstępna
| Data | Drużyna 1            | Wynik | Drużyna 2            | Sety |
| ---- | -------------------- | ----- | -------------------- | ---- |
|      | Volero Zurych        |       | Lewski-Spartak Sofia |      |
|      | Lewski-Spartak Sofia |       | Volero Zurych        |      |
|      |                      |       |                      |      |
|      | Aris Bonnevoie       | 0:3   | SL Benfica           |      |
|      | SL Benfica           | 3:0   | Aris Bonnevoie       |      |

## 1/8 finału
| Data | Drużyna 1            | Wynik | Drużyna 2            | Sety |
| ---- | -------------------- | ----- | -------------------- | ---- |
|      | Dinamo Bukareszt     |       |                      |      |
|      |                      |       |                      |      |
|      | Hutnik Kraków        | 3:0   | Muhafızgücü Ankara   |      |
|      | Muhafızgücü Ankara   | 1:3   | Hutnik Kraków        |      |
|      |                      |       |                      |      |
|      | Tiber Rzym           | 3:1   | Lewski-Spartak Sofia |      |
|      | Lewski-Spartak Sofia | 3:0   | Tiber Rzym           |      |
|      |                      |       |                      |      |
|      | Traktor Schwerin     | 3:0   | Spartacus Budapeszt  |      |
|      | Spartacus Budapeszt  | 0:3   | Traktor Schwerin     |      |
|      |                      |       |                      |      |
|      | Asnieres Paryż       | 0:3   | Ruda Hvezda Praga    |      |
|      | Ruda Hvezda Praga    | 3:1   | Asnieres Paryż       |      |
|      |                      |       |                      |      |
|      | Middlefart           | 0:3   | Mladost Zagrzeb      |      |
|      | Mladost Zagrzeb      |       | Middlefart           |      |
|      |                      |       |                      |      |
|      | Gemeenteserv Vught   | 3:1   | USC Giessen          |      |
|      | USC Giessen          |       | Gemeenteserv Vught   |      |
|      |                      |       |                      |      |
|      | VC Turnhout          |       | SL Benfica           |      |
|      | SL Benfica           | 2:3   | VC Turnhout          |      |

## Ćwierćfinały
Wyniki
| Data | Drużyna 1            | Wynik | Drużyna 2            | Sety |
| ---- | -------------------- | ----- | -------------------- | ---- |
|      | Dinamo Bukareszt     | 3:1   | Hutnik Kraków        |      |
|      | Hutnik Kraków        |       | Dinamo Bukareszt     |      |
|      |                      |       |                      |      |
|      | Lewski-Spartak Sofia | 3:0   | Traktor Schwerin     |      |
|      | Traktor Schwerin     |       | Lewski-Spartak Sofia |      |
|      |                      |       |                      |      |
|      | Mladost Zagrzeb      | 0:3   | Ruda Hvezda Praga    |      |
|      | Ruda Hvezda Praga    | 3:0   | Mladost Zagrzeb      |      |
|      |                      |       |                      |      |
|      | Gemeenteserv Vught   |       | VC Turnhout          |      |
|      | VC Turnhout          |       | Gemeenteserv Vught   |      |

## Turniej finałowy
Roeselare
Wyniki
| Data | Drużyna 1            | Wynik | Drużyna 2            | Sety                      |
| ---- | -------------------- | ----- | -------------------- | ------------------------- |
|      | Lewski-Spartak Sofia | 3:1   | Ruda Hvezda Praga    | 17:15, 14:16, 15:4, 15:11 |
|      | Dinamo Bukareszt     | 3:0   | Gemeenteserv Vught   |                           |
|      |                      |       |                      |                           |
|      | Ruda Hvezda Praga    | 3:0   | Gemeenteserv Vught   |                           |
|      | Dinamo Bukareszt     | 3:0   | Lewski-Spartak Sofia |                           |
|      |                      |       |                      |                           |
|      | Lewski-Spartak Sofia | 3:0   | Gemeenteserv Vught   | 15:11, 16:14, 15:10       |
|      | Dinamo Bukareszt     | 3:0   | Ruda Hvezda Praga    | 15:2, 15:10, 15:11        |

Tabela
| Lp. | Drużyna              | Pkt | Mecze | Mecze | Mecze | Sety | Sety | Sety  |
| Lp. | Drużyna              | Pkt | M     | W     | P     | wyg. | prz. | ratio |
| --- | -------------------- | --- | ----- | ----- | ----- | ---- | ---- | ----- |
| 1   | Dinamo Bukareszt     | 6   | 3     | 3     | 0     | 9    | 0    | MAX   |
| 2   | Lewski-Spartak Sofia | 5   | 3     | 2     | 1     | 6    | 4    | 1.500 |
| 3   | Ruda Hvezda Praga    | 4   | 3     | 1     | 2     | 4    | 6    | 0.667 |
| 4   | Gemeenteserv Vught   | 3   | 3     | 0     | 3     | 0    | 9    | 0.000 |

Źródło: 
Zasady ustalania kolejności: 1. liczba zdobytych punktów; 2. wyższy stosunek setów; 3. wyższy stosunek małych punktów.
Punktacja: zwycięstwo – 2 pkt; porażka – 1 pkt

## Klasyfikacja końcowa
| Miejsce | Drużyna              |
| ------- | -------------------- |
| złoto   | Dinamo Bukareszt     |
| srebro  | Lewski-Spartak Sofia |
| brąz    | Ruda Hvezda Praga    |
| 4.      | Gemeenteserv Vught   |